# هری بلانچارد
هری کاتلر بلانچارد (انگلیسی: Harry Cutler Blanchard؛ زادهٔ ۱۳ ژوئن ۱۹۲۹ در برلینگتون، ورمانت، درگذشتهٔ ۳۱ ژانویهٔ ۱۹۶۰ در بوئنوس آیرس) رانندهٔ مسابقات اتومبیل‌رانی اهل ایالات متحده آمریکا بود که در فصل ۱۹۵۹ در مجموع در یک گراند پری از مسابقات جهانی فرمول یک شرکت کرد، اما موفق به کسب هیچ امتیازی نشد.
بلانچارد در ۳۱ ژانویه ۱۹۶۰ بر اثر تصادف رانندگی در یک مسابقهٔ استقامتی ۱۰۰۰ کیلومتری در بوئنوس آیرس درگذشت.